# Syndrome de Watson
Décrit en 1967, le syndrome de Watson associe une sténose de la valve pulmonaire, des taches café au lait et une petite taille chez des individus présentant souvent une intelligence médiocre. La présence de nodules de Lisch est possible.

## Sources
- (en) Online Mendelian Inheritance in Men 193520